# Grafenwöhr

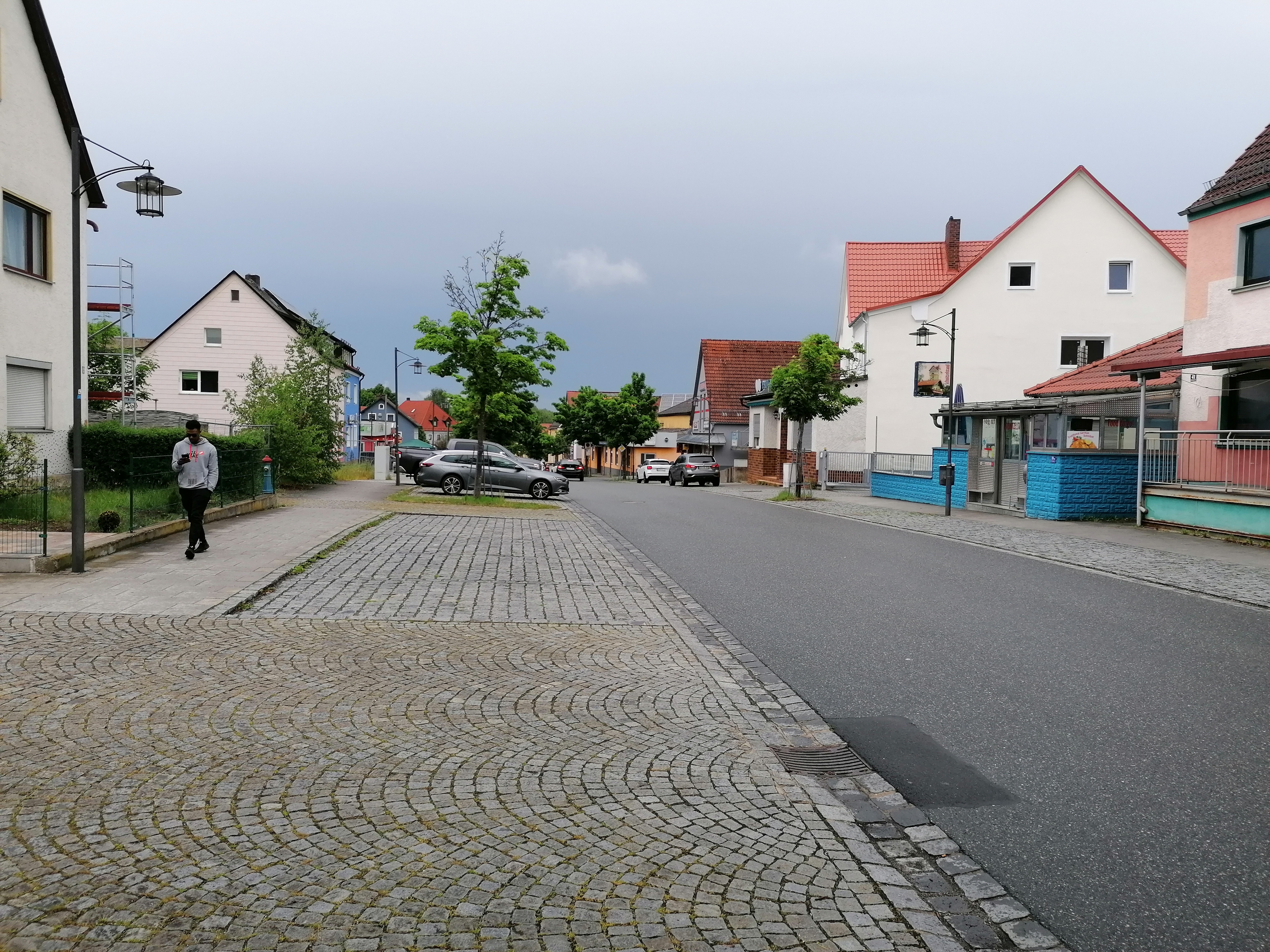
Alte Amberger Straße

Grafenwöhr, también escrito Grafenwoehr, es una ciudad de Alemania, localizada en la región del Alto Palatinado, dentro del estado federado de Baviera. Tiene 6.470 habitantes 
La población es conocida por albergar un cuartel militar y una base aérea, que son subsedes de las fuerzas armadas estadounidenses en Europa, como la USAFE y el USAREUR. La base de Grafenwöhr estuvo muy activa durante la Segunda Guerra Mundial. Fue el principal campo de instrucción de los soldados españoles de la División Azul.
- Datos: Q252595
- Multimedia: Grafenwöhr / Q252595

1. ↑  Worldpostalcodes.org, código postal n.º 92655.